# Азерсун Арена
Азерсун Арена (азерб. Azərsun Arena) — футбольний стадіон у смт Сурахани Сураханського району міста Баку (Азербайджан), домашня арена ФК Карабах.
Стадіон побудований у 2015 році і вміщує 5800 глядачів. «Карабах» приймає тут своїх суперників по чемпіонату Азербайджану, а домашні єврокубкові матчі проводить на реконструйованому стадіоні імені Тофіка Бахрамова.